# Döbrichau (Beilrode)
Döbrichau ist ein Ortsteil der Gemeinde Beilrode in Sachsen.

## Geografie
Das Dorf liegt an der Bundesstraße 87 zwischen Torgau und Herzberg (Elster). Die Ortsflur grenzt an die Dörfer Zschackau, Löhsten, Görnewitz, Rehfeld und Falkenstruth. Zu Döbrichau gehört auch die wüste Dorfmark Beckwitz.

## Geschichte

Döbrichau auf einer geschichtlichen Karte des Kreises Liebenwerda (1910).

Bis 1660 gehörte der Ort zum sächsischen Amt Annaburg, bis 1815 zum Amt Schweinitz. 1550 lebten hier 25 besessene Mann, darunter 19 Anspänner oder Hüfner, ein Lehnmann der gleichzeitig der Richter war und sechs Gärtner, die unmittelbar dem Amt Lochau unterstanden. 
Döbrichau verfügte bereits im 16. Jahrhundert über einen eigenen Pfarrer.
Im Dreißigjährigen Krieg erlitt Döbrichau als Straßendorf in der Annaburger Heide zahlreiche Plünderungen, was dazu führte, dass der Ort von fast allen Einwohnern verlassen wurde. Von 25 besessenen Männern lebten 1660 dort nur noch fünf. Man bezeichnete es daher als wüste Dorf Dobrichau. Kurfürst Johann Georg II. von Sachsen trat das Eigentum an diesem Dorf 1660 aufgrund dessen Verdiensten an den kursächsischen Kammerherrn, Oberst und Hauptmann der Ämter Meißen, Oschatz und Mutzschen, Hanß Abraham von Gersdorf zu Kreischau, ab. Durch diese Abtretung erfolgte der Wechsel zum sächsischen Amt Schweinitz, zu dem damals das Rittergut Kreischau gehörte.
Am 1. Januar 1999 wurde Döbrichau nach Beilrode eingemeindet.